# 944
944 (CMXLIV) var ett skottår som började en måndag i den julianska kalendern.

## Händelser

### Okänt datum
- Staden Alger återbildas av Ziridkungen Buluggin ibn Ziri.
- Abu Yazid startar ett uppror mot Fatimiderna i Aurèsbergen.
- Bysantinerna under Pantherios besegras av Sayf al-Daula i norra Syrien.[1]
- Nytt fredsfördrag sluts mellan ruser och bysantinare.
- En stor storm sveper in över England. Många hus förstörs, 1 500 av dem bara i London (en vid denna tid stor del av staden).[2]

## Födda
- Fujiwara no Akimitsu, japansk sadaijin.

## Avlidna
- Donnchad Donn, storkonung av Irland sedan 919
- Elgiva av Shaftesbury, drottning av England sedan tidigast 939 (gift med Edmund den magnifike)

### Fotnoter
1. ↑  Treadgold, Warren T. (1997), A History of the Byzantine State and Society, Stanford, CA: Stanford University Press, s. 486, ISBN 0-8047-2630-2, http://books.google.com/?id=nYbnr5XVbzUC
2. ↑  Stratton, J.M. (1969). Agricultural Records. John Baker. ISBN 0-212-97022-4